# Krešimir Georgijević
Krešimir Georgijević (ur. 5 stycznia 1907 w Novej Gradišce, zm. 14 października 1975 w Belgradzie) – chorwacki tłumacz, badacz literatury polskiej i slawista.
Ukończył studia w Zagrzebiu, a następnie, w latach 1930–1931 studiował slawistykę w Warszawie, a od 1933 do 1934 w Pradze, gdzie uzyskał doktorat. W 1946 został docentem. W latach 1951–1956 był profesorem literatury polskiej, słowackiej i czeskiej na Uniwersytecie w Belgradzie. Był tłumaczem antologii Savremene poljskie pripovetke (1935), Lalki Bolesława Prusa (1959). Pisał również eseje, rozprawy, artykuły o polskiej literaturze.

## Wybrane prace
- Srpskohrvatska narodna pesma u poljskoj književnosti